# 卡拉夫馬哈勒村
卡拉夫馬哈勒村（波斯語：‎），是伊朗吉兰省阿姆拉什县中央區北阿姆拉什鄉的村。2006年人口普查顯示該村有86个家庭，人口为270人。